# Francisco de Paula Quirós
Francisco de Paula Quirós Nieto (Arequipa, 2 de abril de 1783-Lima, diciembre de 1819), fue un abogado y prócer de la independencia del Perú. Formó parte del grupo de los patriotas conspiradores que estuvieron activos en Lima durante el gobierno del virrey José Fernando de Abascal. También actuó en Arequipa. Sufrió presidio en las casamatas de la fortaleza del Real Felipe del Callao. Falleció víctima de un accidente cuando practicaba la esgrima.

## Biografía
Hijo del abogado arequipeño Blas de Quirós Santisteban y de la dama moqueguana Antonia Lutgarda Nieto Zapater. Sus hermanos fueron también personalidades destacadas: el doctor Mariano Santos de Quirós y Nieto, vocal de la corte superior de Lima y diputado por Abancay; el general Anselmo Quirós y Nieto, que murió en la batalla de Yungay; y el poeta Ángel Fernando de Quirós y Nieto, conocido con el apelativo de «el loco Quirós».
Estudió en el Seminario de San Jerónimo de su ciudad natal. Se recibió de abogado en la Universidad de Huamanga. Luego se estableció en Lima, donde abrió su estudio jurídico.
Ya por entonces estaba ganado a la idea del separatismo con respecto a la metrópoli española. Su casa se convirtió en uno de los centros de reunión del llamado Club Carolino, grupo de conspiradores patriotas entre los que se contaban Manuel Pérez de Tudela y Francisco Javier Mariátegui, que actuaron en pleno gobierno del virrey Abascal.
Perseguido por la autoridad virreinal, regresó a Arequipa, donde, con motivo de las elecciones constitucionales de 1813 (realizadas por mandato de la Constitución española de 1812), se enfrentó con el intendente José Gabriel Moscoso, quien lo apresó y lo envió a Lima, bajo el cargo de haber hecho pública su adhesión a los revolucionarios del Alto Perú y de Tacna.
En Lima continuó su actividad insurgente; se contactó con los dirigentes de la revolución del Cuzco de 1814 y actuó como informante y agente del gobierno independiente de Chile. Fue apresado y encerrado en las casamatas (celdas subterráneas) de la fortaleza del Real Felipe del Callao, donde siguió conspirando con otros oficiales presos.

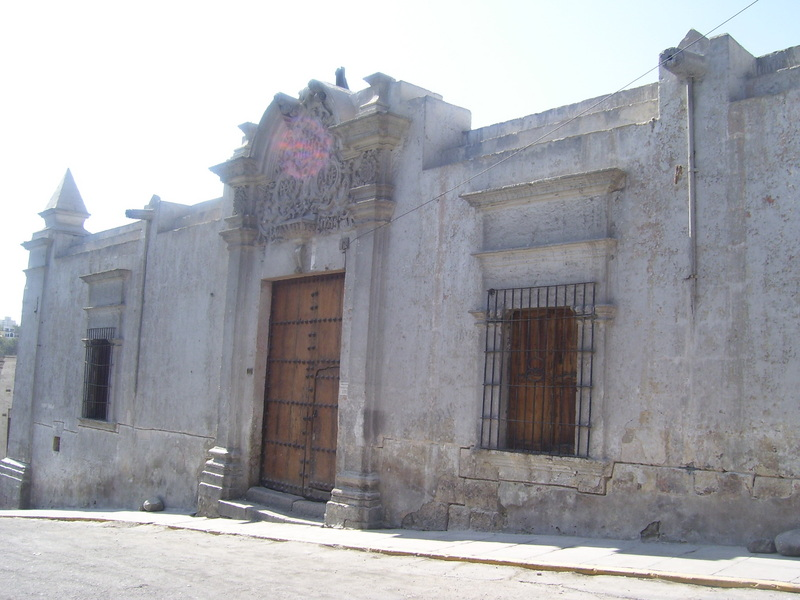
Casona colonial de la familia Quiroz en Arequipa, que fuera también Casa de la Moneda durante la república, actualmente propiedad del grupo hotelero Casa Andina.

Gracias a las gestiones de sus familiares, salió en libertad y continuó sus planes de organizar un alzamiento en la capital, aprovechando que esta se hallaba casi desguarnecida, pues el virrey había enviado al ejército real a combatir a los patriotas del sur y a las fuerzas rioplatenses que avanzaban por el Alto Perú. Su esperanza era conseguir que se sublevara el único cuerpo que guarnecía la ciudad, el batallón de milicias Número, cuyo jefe era el Conde de la Vega del Ren, un conocido simpatizante de la causa emancipadora. Otros involucrados en esta conspiración eran el teniente coronel Juan Pardo de Zela y Vidal y los hermanos Manuel y Tomás Menéndez Gorozabel. Pero por indecisión de algunos de ellos, la realización del plan se fue dilatando y acabó frustrándose con la llegada en abril de 1814 del célebre Regimiento Talavera, que reemplazó al batallón Número, trayendo a un nutrido grupo de experimentados soldados españoles.
Quirós falleció a fines de 1819, a consecuencia de una casual estocada que recibió de un francés con quien practicaba la esgrima. Murió cuando estaba por empezar la fase final de la lucha por la independencia del Perú y por eso la leyenda le atribuye estas palabras finales: «Muero como el Jefe de Israel a la vista de la tierra prometida».